# Хата под Хлебом
Хата под Хлебом (словац. Chata pod Chlebom) — горный приют, находящийся во Вратной долине горного массива Мала Фатра, Словакия. Горный приют находится на высоте 1.423 метров над уровнем моря возле вершины горы Хлеб. Хата под Хлебом, действующая в течение всего года, является самым высокорасположенным горным приютом на Малой Фатре. Горный приют предоставляет питание и ночлег на двухъярусных кроватях в комнатах на 6, 8 и 10 человек.

## География
Горный приют располагается на территории Национального парка Малая Фатра и является отправным пунктом к вершинам главного хребта Малой Фатры и Шутовскому водопаду. К приюту ведёт горнолыжный подъёмник со станции «Vrátna», располагающейся возле горного приюта Хата Вратна. Недалеко от горного приюта находится Источник Моисея.

## История
Первое упоминание о горном приюте Хата под Хлебом относятся к временам Первой Словацкой Республики. В 1945 году приют был сожжён отступающими немецкими частями. Через некоторое время приют был восстановлен, но снова сгорел в 1982 году. Современное здание горного приюта было построено вскоре после этого пожара.

## Туристические маршруты
Горный приют располагается на пересечении нескольких горных туристических маршрутов, которые обозначены табличками различного цвета:
- Зелёные таблички — маршрут, начинающийся от словацкого населённого пункта Шутово, которое находится в Турчанской котловине и проходящий через Гласну скалу и Чертяж. Возле Шутово располагается кемпинг Трусалова.
- Зелёные таблички — от горного приюта Хата Вратна через Сниловское седло;
- Голубые таблички — от словацкого населённого пункта Река вдоль Шутовского ручья;
- Жёлтые таблички — на Сниловское седло к вершине горы Грмове.